# Ready for Love (canción de Blackpink)
«Ready for Love» es una canción del grupo surcoreano Blackpink. Fue lanzada el 29 de julio de 2022 en colaboración con el videojuego PUBG Mobile, como parte del lanzamiento del concierto virtual titulado Blackpink: The Virtual, presentado por el grupo a través de la aplicación móvil y como sencillo promocional del segundo álbum de Blackpink Born Pink. La canción fue escrita por Teddy Park y VNN y compuesta por los mismos Teddy y VNN junto a 24, Kush y Bekuh Boom, con arreglos musicales de 24, y marcó el regreso del grupo a la escena musical tras casi dos años desde el lanzamiento de su álbum de estudio, The Album (2020).

## Antecedentes y lanzamiento
El 14 de octubre de 2020, dos semanas después del lanzamiento de su primer álbum de estudio, The Album, fue estrenado en Netflix el documental Blackpink: Light Up the Sky, que realiza un seguimiento al grupo y aborda su rápido ascenso al éxito. En una de sus escenas, se puede apreciar a las integrantes del grupo en los estudios de grabación trabajando en una canción inédita dentro de su discografía. En los créditos finales se ratificó que la canción llevaba por nombre «Ready for Love», generando particular interés entre los fanáticos.
El 9 de noviembre de 2021, un póster promocionando una nueva canción de Blackpink titulada «Ready for Love» se viralizó a través de las redes sociales. YG Entertainment desmintió que esta haya sido una información oficial señalando que «Es cierto que su nuevo proyecto se está preparando, pero aún no se ha decidido el momento. El contenido que circula en las redes sociales no es el póster oficial de YG Entertainment, por lo que esperamos que los fans no se confundan».
Durante la última semana de junio de 2022, tras una serie de especulaciones y noticias no confirmadas, medios como Busan.com y la revista GQ Korea anunciaron los futuros lanzamientos de la escena musical surcoreana, donde señalaron que Blackpink estrenaría un nuevo álbum durante el verano, en el mes de agosto. Esto fue confirmado el 1 de julio, cuando, junto con el regreso del anterior CEO de YG Entertainment, Yang Min-seok, se ratificó el lanzamiento del nuevo álbum, además de su próxima gira mundial a finales de 2022. Días más tarde, YG Entertainment anunció de manera oficial el lanzamiento del nuevo álbum de Blackpink para agosto del mismo año.
El 12 de julio de 2022, la compañía discográfica anunció sorpresivamente una nueva colaboración del grupo con el videojuego PUBG Mobile, la cual incluiría la realización de un concierto virtual a cargo de los avatares en 3D de las miembros de Blackpink al interior del juego, titulado Blackpink X PUBG Mobile 2022 In-Game Concert: [The Virtual], además del lanzamiento de una pista inédita del grupo, para estar disponible entre el 22 y el 31 de julio, como parte de la banda sonora del juego. El 22 de julio, horas antes del lanzamiento del concierto, se ratificó de manera oficial que la canción inédita ha ser presentada sería «Ready for Love», siendo finalmente estrenado solo un extracto durante el concierto. Tres días después, se anunció que la canción sería definitivamente lanzada de manera íntegra junto con un vídeo musical el 29 de julio de 2022.
El 7 de septiembre de 2022 se publicó la lista de canciones del nuevo álbum de Blackpink titulado Born Pink, a ser lanzado el 16 de septiembre del mismo año, donde se confirmó que finalmente sí incluiría a «Ready for Love» dentro de su repertorio.

## Composición y letra
La canción fue escrita por Teddy Park y VNN y compuesta por los mismos Teddy y VNN junto a 24, Kush y Bekuh Boom, con arreglos musicales de 24. La compañía discográfica señaló sobre la canción previo a su lanzamiento que «la genial caída en el coro que rompe el flujo estático de la interpretación lírica del piano resulta en un pop muy atractivo».

## Vídeo musical
El 25 de julio de 2022, y tras una serie de especulaciones sobre si la nueva canción de Blackpink tendría o no un vídeo musical que acompañara su lanzamiento, se confirmó, mediante la publicación de un llamativo póster promocionado por las cuentas oficiales de PUBG Mobile, que el viernes 29 de julio a las 13 horas. (KST) sería estrenado el vídeo musical de «Ready for Love».
El 27 de julio fue publicado un tráiler conceptual del vídeo musical realizado en animación digital de última generación, donde se aprecia a las miembros en diversos escenarios del videojuego y parajes futuristas muy coloridos. Al día siguiente se publicó un segundo vídeo conceptual, esta vez en una versión donde se aprecian con mayor detalle los avatares de las miembros del grupo. El 29 de julio de 2022 fue lanzado a través de YouTube el vídeo musical de «Ready for Love».
El vídeo musical muestra a los avatares virtuales de las miembros de Blackpink exploran diversos escenarios místicos, donde se puede ver a Lisa conduciendo una motocicleta a alta velocidad y a Jennie sobre un mar cristalino. Los entornos representados incluyen también un bosque con un enorme objeto parecido a un casco gigante en el centro sobre el cual Rosé se encuentra sentada, una tierra cubierta de hielo con un lago helado siendo recorrido por Jisoo, un espacio interminable lleno de nubes rosadas donde todas las miembros de Blackpink flotan y, por último, una flor de cristal desde la cual surge una corona que, tras convertirse en bala, impacta. Para el coro de la canción, los avatares se muestran cantando y bailando la coreografía de la canción en un escenario de características galácticas.
«Repleto de impresionantes imágenes, el vídeo musical ve a las contrapartes virtuales de Blackpink embarcarse en un viaje escénico, atravesando terrenos futuristas justo antes de converger en un escenario impresionante para realizar una rutina intrincadamente coreografiada», señaló Divyansha Dongre para la revista Rolling Stone India.

## Recepción

### Rendimiento comercial
La canción debutó en la posición 196 de la lista musical Billboard Global 200, mientras que alcanzó la ubicación 97 de la lista Billboard Global Excl. U.S. En Malasia, «Ready for Love» llegó a la posición N.º 21 en el gráfico Billboard Malasia Songs.

## Créditos
- Blackpink - voces
- Teddy Park - letrista, compositor
- VVN - letrista, compositor
- 24 - compositor, arreglos
- Kush - compositor
- Bekuh Boom - compositora

## Premios y reconocimientos

### Listados
| Publicación  | Lista                                    | Ranking | Ref.   |
| ------------ | ---------------------------------------- | ------- | ------ |
| Genius Korea | Las 100 canciones más populares del 2022 | 14.º    | [ 29 ] |

## Posicionamiento en listas
| Lista (2022)                  | Mejor posición |
| ----------------------------- | -------------- |
| Corea del Sur (Circle)        | 111            |
| Global 200 (Billboard)        | 196            |
| Global Excl. U.S. (Billboard) | 97             |
| Malasia (Billboard)           | 21             |
| Vietnam Hot 100 (Billboard)   | 3              |

## Historial de lanzamiento
| País  | Fecha                    | Formato                       | Sello                       | Ref.   |
| ----- | ------------------------ | ----------------------------- | --------------------------- | ------ |
| Mundo | 22 de julio de 2022      | Aplicación móvil              | YG Entertainment Interscope | [ 32 ] |
| Mundo | 16 de septiembre de 2022 | CD descarga digital streaming | YG Entertainment Interscope |        |